# Drukarnia Związkowa

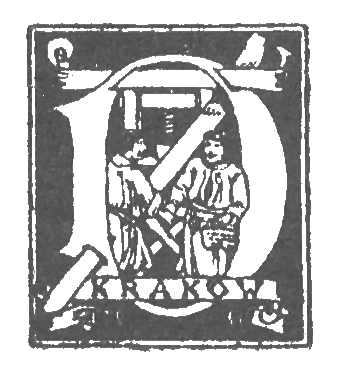
Logo Drukarni Związkowej w Krakowie, 1907.

Drukarnia Związkowa – drukarnia w Krakowie założona jako Towarzystwo pod Firmą Związkowa Drukarnia Narodowa w Krakowie Stowarzyszenie Zarejestrowane z Nieograniczoną Poręką z Roku 1876.

## Historia
Inicjatorami założenia drukarni byli Józef Doranowicz i Teodor Michalski. Pierwsze zebranie założycieli odbyło się 27 lutego 1876 r. w Szkole św. Barbary przy Małym Rynku. W maju utworzono fundusz założycielski. Wkrótce powołano Walne Zgromadzenie Członków, które wybierało Zarząd i Radę Nadzorczą. Równolegle trwały prace nad opracowaniem statutu, który ostatecznie podpisano 21 marca 1876 r. i zarejestrowano w CK Sądzie Krajowym w Krakowie 19 lipca 1876. Pierwszym zarządcą drukarni został Andrzej Szyjewski (1842–1924), stanowisko kasjera objął Teodor Machalski.

### Działalność w latach 1880–1914
W 1880 r. namiestnik Galicji we Lwowie przyznał drukarni koncesję i ostatecznie zakończono sprawy formalne. Sześć lat później zmieniono statut. W 1891 r. drukarnię zmodernizowano, a w 1895 wyposażono w stereotypię. Andrzej Szyjewski rozpoczął starania o nową siedzibę. W 1905 r. zapadła decyzja o zakupie domu przy ul. Mikołajskiej 13, ogłoszono konkurs na przebudowę i adaptację budynku dla potrzeb przedsiębiorstwa. Dnia 12 września 1907 r. zakończono prace remontowe, a 11 października odbyło się pierwsze posiedzenie Rady Nadzorczej. W latach 1908–1912 drukarnię zmodernizowano, zakupiono maszynę pospieszną firmy König & Bauer, aparat do odbijania korekt i dwie maszyny marki Kaiser. Uzupełniono zapasy czcionek, zakupiono kaszty i regały.

### Działalność w okresieI wojny światowej
W latach 1914–1918 drukarnia nie przerwała działalności. Z założonego w 1909 r. funduszu zapomogowego udzielano pomocy finansowej rodzinom pracowników powołanych do wojska, wdowom i sierotom po poległych pracownikach. W 1918 r. Andrzej Szyjewski ustąpił ze stanowiska.

### Dwudziestolecie międzywojenne
Po zakończeniu działań wojennych, drukarnia obłożona była różnorodnymi zamówieniami, które realizowała w kooperacji z innymi drukarniami. 30 października 1924 r. odbyło się Walne Zgromadzenie Drukarni Związkowej w sprawie zmiany statutu. Nowy statut wymagał rozgraniczenia kompetencji członków Zarządu i Rady Nadzorczej. W latach 1933–1937 drukarnię nękały trudności finansowe. Brak środków opóźnił modernizację przedsiębiorstwa. Sytuacja uległa zmianie w 1938 r. W 1939 r. drukarnia zamówiła maszyny do druku oraz linotypy, wpłacono zaliczki, jednak z powodu wybuchu II wojny światowej wysłane maszyny do Krakowa nie dotarły.

### Lata 1939–1945
Dnia 6 stycznia 1940 r. władze okupacyjne narzuciły drukarni zarząd komisaryczny. W drukarni wykonywano głównie druki akcydensowe. Na jej terenie działała jednak tajna kasa zapomogowa Związek Zawodowy Drukarzy.

### Lata 1945–1980
W kwietniu 1945 r. przedsiębiorstwo uzyskało od Banku Gospodarstwa Krajowego pożyczkę. W kraju rosło zapotrzebowanie na druki różnego rodzaju, do drukarni spływały  liczne zamówienia. W 1942 r. przedsiębiorstwo zostało członkiem Związku Rewizyjnego Spółdzielni Rzeczypospolitej. Kolejne zmiany statutu następowały w latach 1949 i 1952. W 1955 r. uroczyście świętowano 75-lecie istnienia drukarni. W 1958 r. drukarnia została zakwalifikowana do I kategorii spółdzielni. W latach 1958–1965 remontowano pomieszczenia produkcyjne, modernizowano wyposażenie. Warunki pracy uległy znacznej poprawie. W 1968 r. kierownikiem drukarni i prezesem Zarządu został Teodor Cywa. W 1970 r. do Drukarni Związkowej przyłączono Spółdzielnię „Poligrafika”, a w 1975 r. Spółdzielnię „Młoda Gwardia”. Drukarnia wykonywała prace we wszystkich technikach poligraficznych: typograficznej, fleksograficznej i offsetowej. W 1980 r. zatwierdzono projekt nowego gmachu, który nie został jednak zrealizowany. Drukarnia specjalizowała się w produkcji opakowań kartonowych wielobarwnych, drukowała materiały akcydensowe i reklamowe oraz książkowe.

## Stan obecny
Drukarnia mieściła się w zabytkowej kamienicy przy ulicy Mikołajskiej 13 w Krakowie, a po sprzedaniu jej została przeniesiona na ul. Bajeczną 2. W roku 2011 została wykreślona z rejestru (http://m.krs-online.com.pl/drukarnia-zwiazkowa-spoldzielnia-pracy-z-krs-108999.html).